# Schloss Roudnice

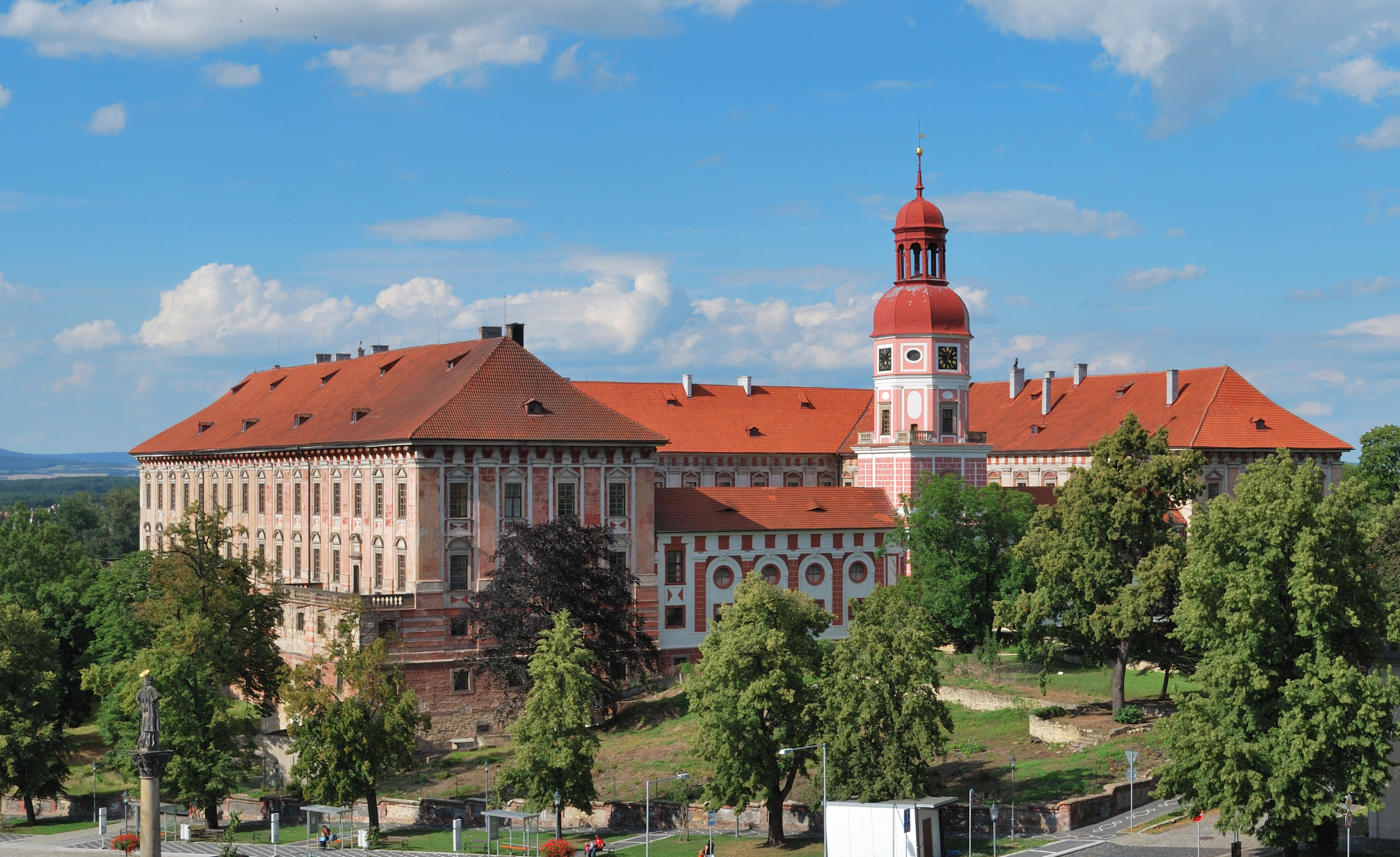
Schloss Raudnitz

Das Schloss Roudnice (deutsch Schloss Raudnitz) befindet sich im Zentrum von Roudnice nad Labem (Raudnitz an der Elbe) auf einem Felsvorsprung über der Elbe. Es ist im Besitz der tschechischen Familie von Lobkowicz.

## Lage
Das Schloss liegt im Zentrum der Stadt und dominiert die historische Stadtmitte. Das Gebäude ist ein dreiflügeliger Bau in Form eines Hufeisens, dessen offene Seite durch einen Verbindungstrakt zu einem Viereck geschlossen wird. In der Mitte dieses Verbindungsbaus befindet sich der Haupteingang zum Schloss und ein Glockenturm, der mit einer Laterne abschließt. Es ist eines der größten Schlösser in Tschechien mit einem Schlosshof in den Abmessungen von 58 m × 54 m.

## Bischöfliche Burg

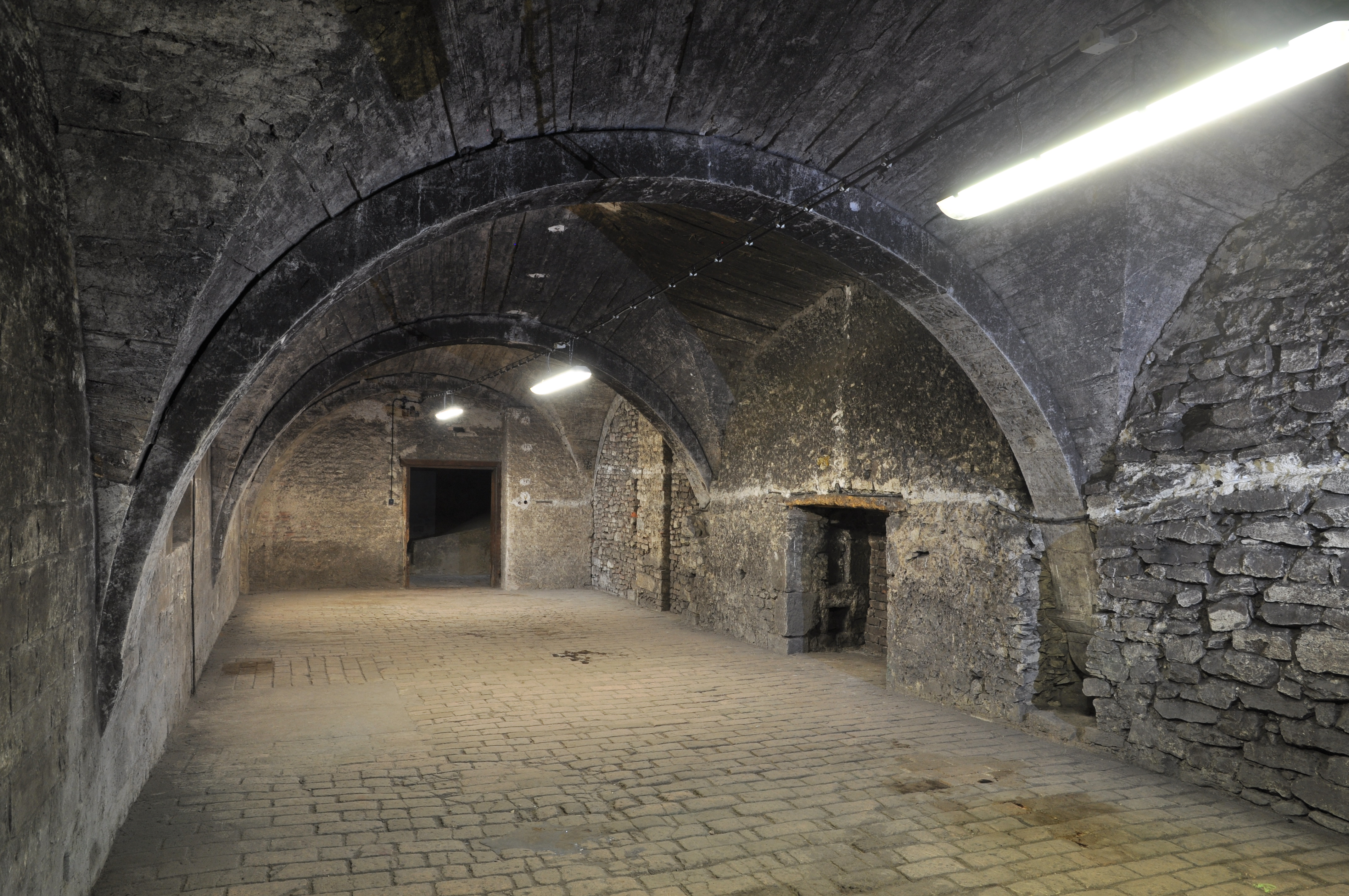
Romanischer Saal

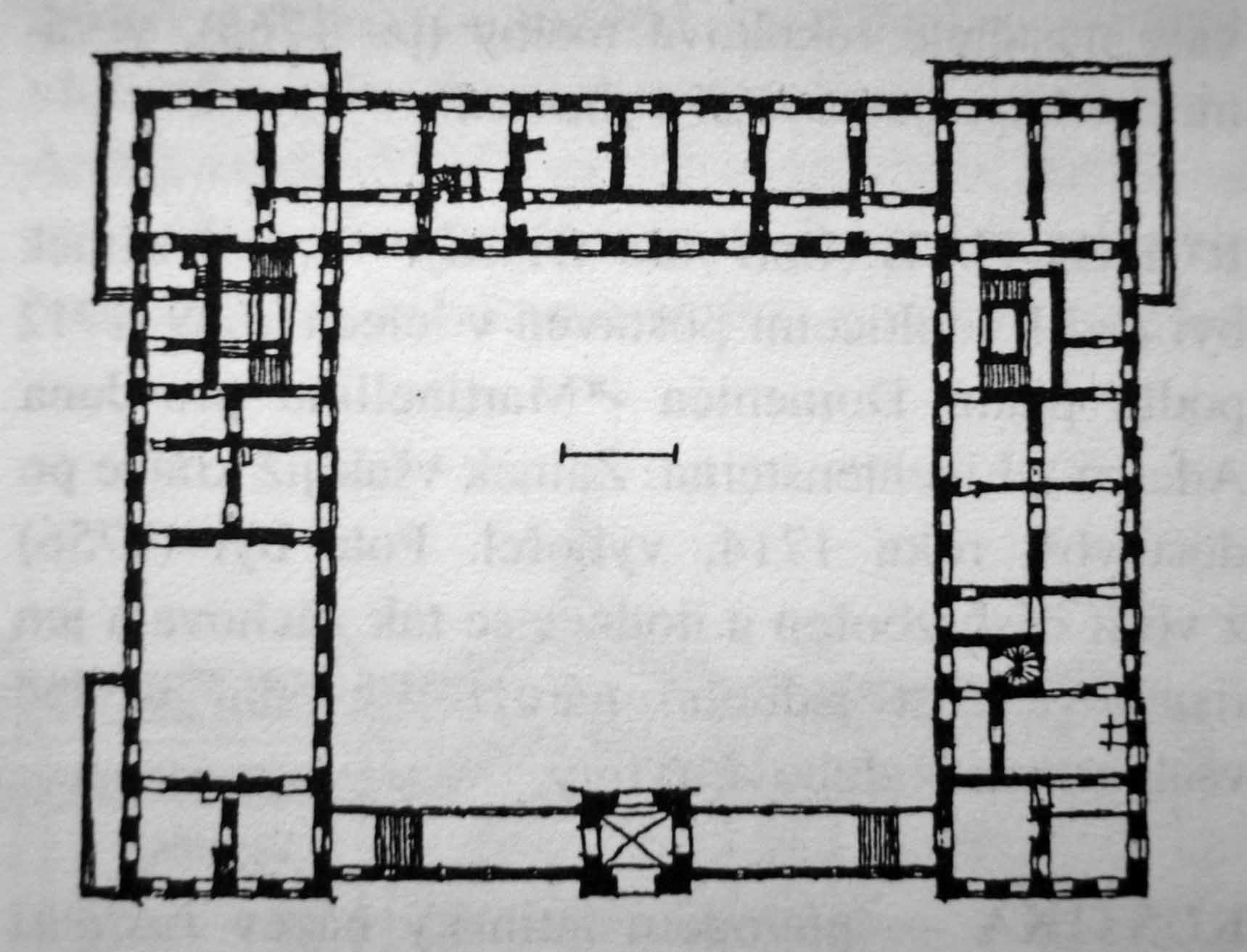
Grundriss des Schlosses

An der Stelle des späteren Schlosses befand sich seit dem Ende des 11. Jahrhunderts eine romanische Burg, die vom Prager Bischof Heinrich Břetislav III., der dem Herrschergeschlecht der Přemysliden entstammte, errichtet wurde. Sie diente als Sommerresidenz der Prager Bischöfe und sicherte zugleich die Elbschifffahrt und die Handelsstraße von Prag in die Oberlausitz. Die Burg hatte eine rechteckige Form von 39 m × 15 m und hatte sieben Bastionen und Wehrtürme. Die Mauerstärke betrug an der Basis etwa 1,9 m. Über einer Halle im Erdgeschoss befand sich der Festsaal und im südlichen Bereich ein Gebäude mit einem befestigten Tor. 1333 gründete Bischof Johann IV. von Dražice unterhalb der Burg ein Augustiner-Chorherrenstift, das von dessen Nachfolger, dem ersten Prager Erzbischof Ernst von Pardubitz, der sich häufig auf der Burg aufhielt, 1360 vollendet wurde. Bischof Tobias von Bechin befestigte die Burg. Für das Jahr 1371 ist eine Burgkapelle belegt. Der Umbau der Burg war im Jahr 1380 abgeschlossen. Ihre Überreste sind in den Fundamenten und Kellern des später erbauten Schlosses erhalten geblieben.
Während der Hussitenkriege blieb die Burg 1421 und 1425 von Zerstörungen verschont, weil sich Bischof Konrad von Vechta schon 1421 den Utraquisten zuwandte, die Vier Prager Artikel annahm und am ersten Landtag von Čáslav teilnahm. Auf der Burg Raudnitz veranstaltete er zwei Utraquisten-Synoden. 1425 zog er sich auf die bischöfliche Burg in Raudnitz zurück, wo er 1431 verstarb. Burg, Stadt und Herrschaft Raudnitz erlangte im selben Jahr lehensrechtlich der Hussitenhauptmann Jan Smiřický von Smiřice, der weitere Umbauten vornehmen ließ. Später war es im Besitz des Zdenko von Sternberg. 1467 eroberten die Truppen des Königs Georg von Podiebrad die Burg.
1575 gelangte Raudnitz an Wilhelm von Rosenberg, dessen Witwe Polyxena von Pernstein den Grafen Adalbert Popel von Lobkowicz heiratete. Dadurch kam die Burg im Jahre 1603 in den Besitz der Familie von Lobkowicz.

## Barockschloss Raudnitz
Der Umbau zum Barockschloss erfolgte unter Wenzel Eusebius von Lobkowicz in den Jahren 1652–1684 durch die italienischen Architekten Pietro Colombo, Francesco Caratti, Carl Orsolini und Antonio della Porta. Die Fertigstellung im Jahr 1684 erfolgte unter Ferdinand August von Lobkowitz (1655–1715).
Der Zugang zum Schloss führt über eine doppelläufige Treppe. Im Schloss befinden sich mehr als 200 Zimmer, z. T. mit Kachelöfen aus dem 18. und 19. Jahrhundert, eine Kapelle und ein Theater. Die Stuckaturen und Fresken schuf Francesco Marchetti, die Fresken in der Schlosskapelle Giacomo Tencalla (1644–1689/1692). Neben dem Schloss befinden sich Wirtschafts- und Verwaltungsgebäude, der Schlossgarten und eine Reithalle.
Das Lobkowicz-Schloss war mit wertvollen Möbeln ausgestattet. Das Museum enthielt eine hervorragende Waffensammlung, Delfter Fayencen und italienische Fayencen, Porzellan, Silber, Glas, religiöse Gegenstände, Miniaturen und Möbel sowie zahlreiche Gegenstände der Angewandten Kunst aus Europa und dem Fernen Osten.
Berühmt war die Raudnitzer Sammlung von Gemälden der Adelsgeschlechter von Rosenberg, Pernstein und Lobkowicz sowie die Sammlung von Porträts spanischer, niederländischer und mitteleuropäischer Maler. Außerdem gab es die Lobkowicz-Bibliothek (etwa 100.000 Bände) mit kostbaren Büchern und zahlreichen Handschriften, u. a. des Humanisten Bohuslaus Lobkowicz von Hassenstein sowie das Lobkowicz-Archiv.
In den Sammlungen wurden auch Musikinstrumente und Handschriften bedeutender Komponisten des 18. und 19. Jahrhunderts aufbewahrt, z. B. von Gluck, Mozart und Beethoven, u. a. das Original der 3. Sinfonie, die er seinem Gönner Franz Joseph Maximilian von Lobkowitz gewidmet hatte. Viele dieser Werke wurden vom Lobkowiczer Schlosstheater-Orchester aufgeführt.

## Schloss Raudnitz im 20. Jahrhundert
Nach der Zerschlagung der Rest-Tschechei 1939 emigrierte die Familie Lobkowicz nach England. Graf Maximilian von Lobkowicz (1888–1967) wohnte mit seiner Frau Gillian Somerville in London, wo er als Botschafter der Tschechoslowakischen Exilregierung wirkte. Zunächst wurde das Schloss als Kaserne der Wehrmacht genutzt.
Ab 1940 begannen die Nationalsozialisten mit dem Umbau des Schlosses zu einem SS-Jugend-Erziehungsheim, dabei wurden einige Zimmer und eingebaute Möbel zerstört. Bei einem Luftangriff in den letzten Tagen des Krieges wurde der Westflügel mit dem Schlosstheater schwer beschädigt.
Nach dem Krieg 1945 kehrte Maximilian Lobkowicz nach Raudnitz zurück. Er begann mit der Instandsetzung der zerstörten Teile des Schlosses. Nach dem Februarumsturz 1948 wurde die Familie Lobkowicz enteignet, und das Schloss wurde verstaatlicht. Die Kunstsammlungen wurden aus dem Schloss ausgelagert und auf verschiedene Sammlungen und Standorte im ganzen Land verteilt, die wertvollsten Kunstgegenstände und die Bibliothek kamen ins Prager Nationalmuseum. Für die nächsten fünf Jahrzehnte waren im Schloss die Militärverwaltung und die Militärmusikschule „Vít Nejedlý“ der Tschechoslowakischen Armee untergebracht. Im Jahr 1965 wurde in der Reitschule des Schlosses die „Galerie für Moderne Kunst Roudnice“ eingerichtet.
Nach der Samtenen Revolution 1989 wurde das Schloss Raudnitz in den 1990er Jahren an die Familie Lobkowicz restituiert, die es bis Ende 2008 an die Militär-Musikschule vermietete. Die Einnahmen aus der Vermietung dienten der Sanierung der Gebäude, insbesondere der Dächer und des Glockenturms. Seit 2009 wird die Sanierung fortgesetzt. Seit 2012 ist das Schloss zu Führungen für die Öffentlichkeit zugänglich.